# Cartulaire

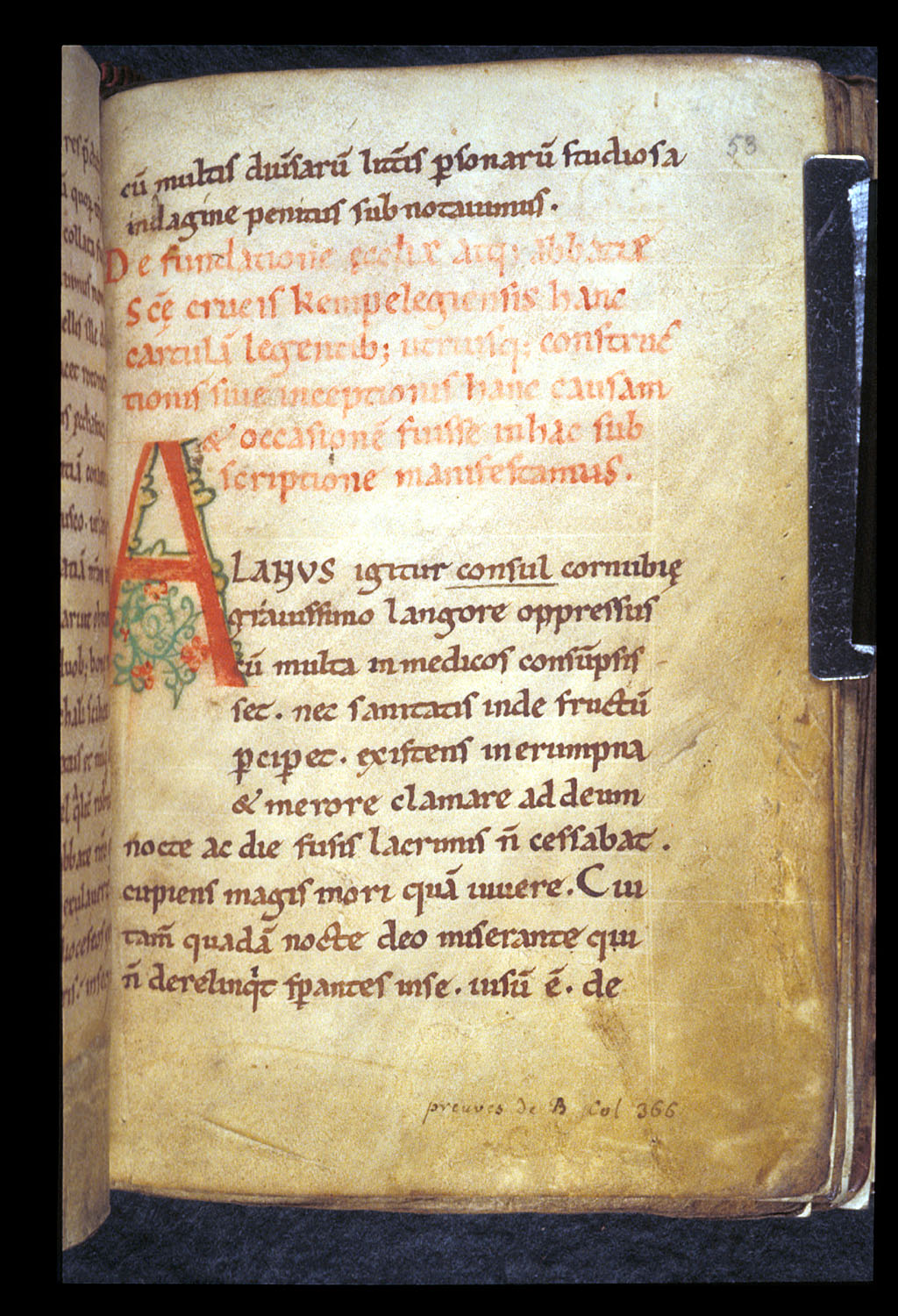
Le cartulaire de Quimperlé (XIe siècle).

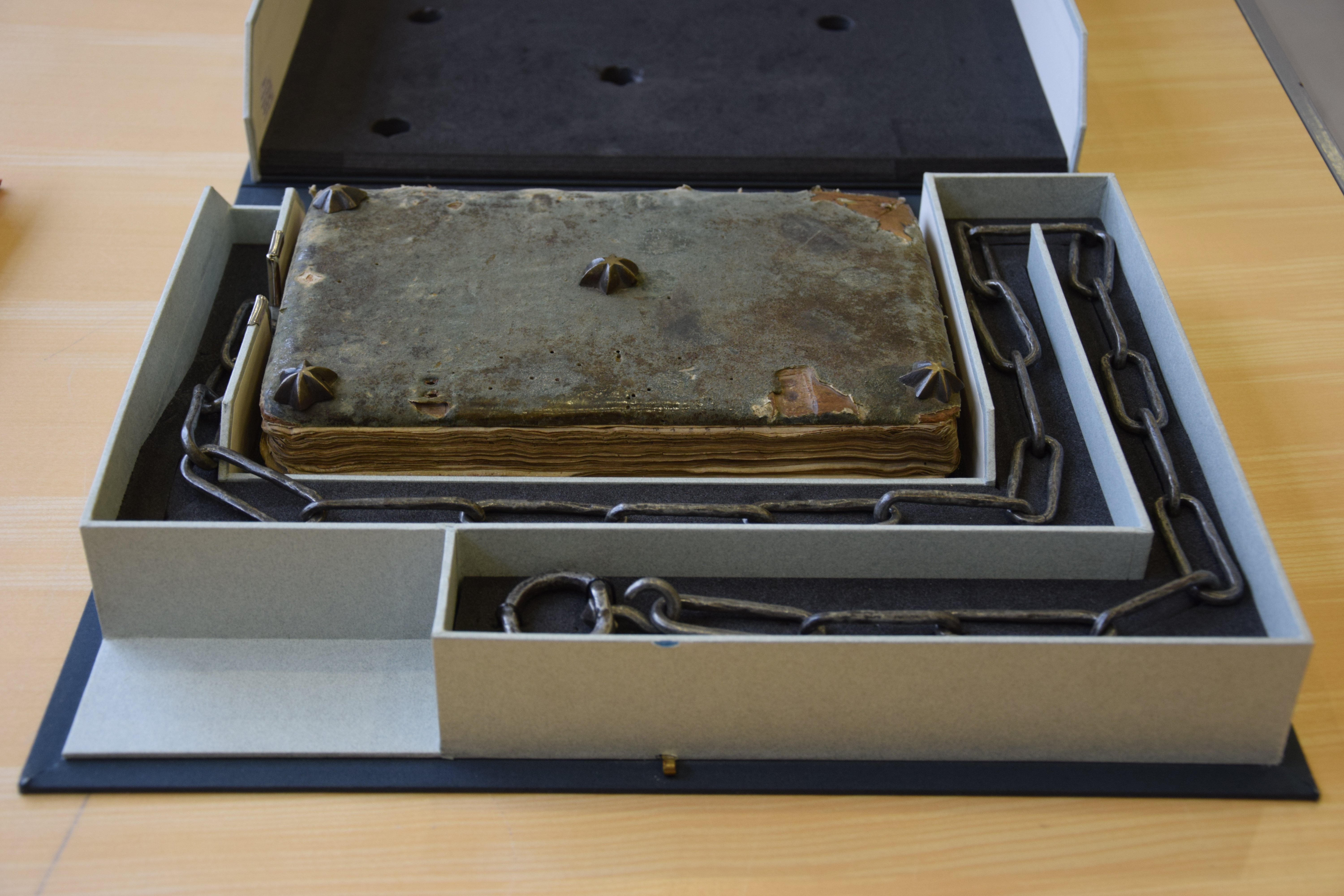
Cartulaire enchaîné de Senlis.

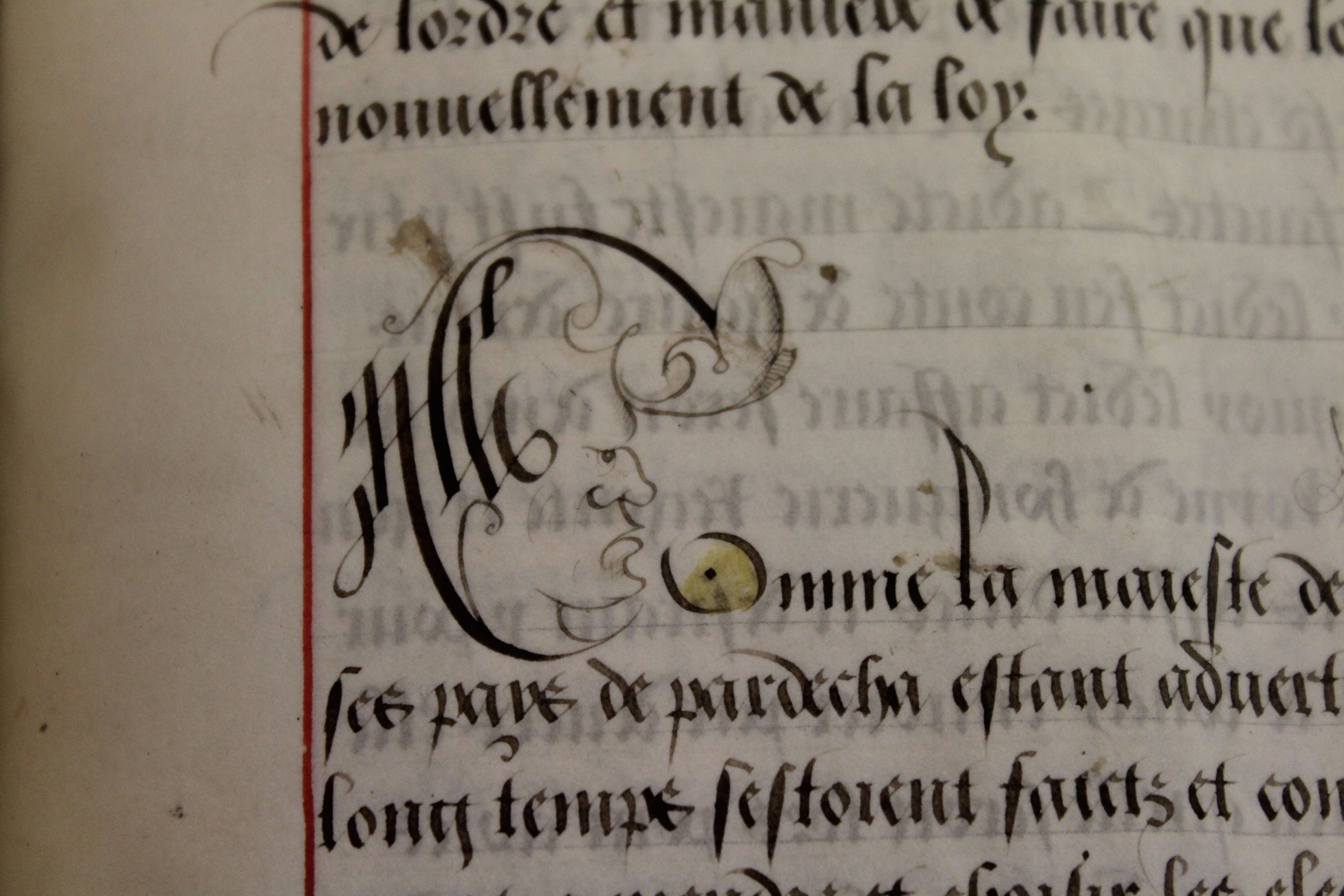
Initiale cadelée présente au recto du folio 86 du manuscrit du cartulaire AA 84 (archives communales de Douai).

Un cartulaire (du latin médiéval chartularium, « recueil d'actes » ; du latin classique charta, « papier ») est, selon la définition de la Commission internationale de diplomatique, « un recueil de copies de ses propres documents établi par une personne physique ou morale, qui, dans un volume ou plus rarement dans un rouleau, transcrit ou fait transcrire intégralement ou parfois en extraits, des titres relatifs à ses biens et à ses droits et des documents concernant son histoire ou son administration, pour en assurer la conservation et en faciliter la consultation ».

## Origines
La plupart des cartulaires qui nous sont parvenus proviennent d'institutions religieuses, généralement des abbayes ou des cathédrales.
Le Sud de la France et le Nord de l'Espagne conservent cependant de beaux exemples de cartulaires laïcs assez précoces fin XIIe -début XIIIe siècle : le Liber instrumentorum vicecomitalium, élaboré sur l'ordre des vicomtes de la famille Trencavel ; le Liber instrumentorum memorialium contenant les actes des seigneurs de Montpellier, la puissante dynastie des Guilhem ; le Liber feudorum maior des comtes de Barcelone et le Liber feudorum Ceritaniae des comtes de Cerdagne.

## Publications
Le site Gallica propose des copies de nombreux cartulaires dont :
- le cartulaire de l'évêché de Bourges[3] ;
- le cartulaire de Dalon[4] ;
- le cartulaire de l’évêché de Carpentras ;
- le cartulaire de l'abbaye de Conques[5] ;
- les cartulaires de l'église-cathédrale de Grenoble, dit cartulaire de Saint Hugues[6] ;
- le cartulaire de l'église d'Apt ;
- le cartulaire des églises de Lyon ;
- le cartulaire de la Roë ;
- le cartulaire de Landévennec ;
- le cartulaire de l'abbaye de Lézat[7] ;
- le cartulaire de l'abbaye de Marmoutier[8] ;
- le cartulaire de l'abbaye Saint-Vincent du Mans ;
- le cartulaire de Languedoc ou Registrum curiae[9] ;
- le cartulaire de Quimper ;
- le cartulaire de Quimperlé ;
- le cartulaire de la commanderie de Richerenches ;
- le cartulaire de Redon ;
- le cartulaire de Trinquetaille ;
- le cartulaire de Vigeois[10] ;
- le cartulaire de l'église Notre-Dame de Saint-Lô ;
- le Livre vert de Bénac[11] (Bigorre), à la fois cartulaire et censier.